# Varaždin Breg
Varaždin Breg – wieś w Chorwacji, w żupanii varażdińskiej, w gminie Gornji Kneginec. W 2011 roku liczyła 1640 mieszkańców.